# رونالد إتش ناش
رونالد إتش نـاش (بالإنجليزية: Ronald H. Nash)‏ هو فيلسوف أمريكي، ولد في 27 مايو 1936 في كليفلاند في الولايات المتحدة، وتوفي في 10 مارس 2006 في أورلاندو في الولايات المتحدة.